# Saint-Cloud
Saint-Cloud je grad i općina u zapadnom dijelu pariškog predgrađa. Nalazi se 9,6 kilometara zapadno od središta Pariza. Uz Neuilly-sur-Seine, Hauts-de-Seine i Marnes-la-Coquette jedna je od najbogatijih francuskih općina, ukupno 2. najbogatija u cijeloj Francuskoj s bruto domaćim proizvodom od preko 66.000 eura po stanovniku.
Ime grada dolazi od imena svetog Klodoalda, franačkog redovnika koji se za života odrekao svojeg naslova kraljevića i posvetio se redovničkom životu.
Sam grad poznat je po dvorcu kojeg su 1570. dali izgraditi Marija Antoaneta i Filip I. Orleanski. Dvorac je kroz sljedeća tri stoljeća bilo odmaralište brojnih francuskih kraljeva i njihovih obitelji, a nakon što su ga koristili Napoleon Bonaparte i Napoleon III., biva srušen 1870. u Francusko-pruskom ratu. Uoči Franuske revolucije, dvorac je neko vrijeme služio i kao kraljevski dvor, a na njemu su se osmišljavali načini gušenja novonastale revolucije i obnove apstolutisičke vlasti.
U gradu se u razdoblju od 1653. do 1766. proizvodi poznati porculan iz Saint-Cluoda, koji se izrađivao pod utjecajem orijentalnog kineskog porculana iz dinastije Ming.
Između 1966. i 1989. tu se nalazila francuska središnjica Interpola, koja je kasnije prebačena u Lyon.

## Poznati stanovnici
- Filip II. Orleanski, francuski regent i vladar (rođen)
- Jean-Claude Killy, francuski skijaš i višestruki olimpijski pobjednik (rođen)
- Ingmar Lazar, francuski glazbenik i pijanist (rođen)
- Henrik III., francuski kralj
- Émile Verhaeren, belgijski pjesnik na francuskom jeziku
- Florent Schmitt, francuski skladatelj
- Maurice Ravel, francuski skladatelj
- Michel Platini, francuski nogometaš i predsjednik FIFA-e
- Jean-Marie Le Pen, francuski političar